# Michele Bravi

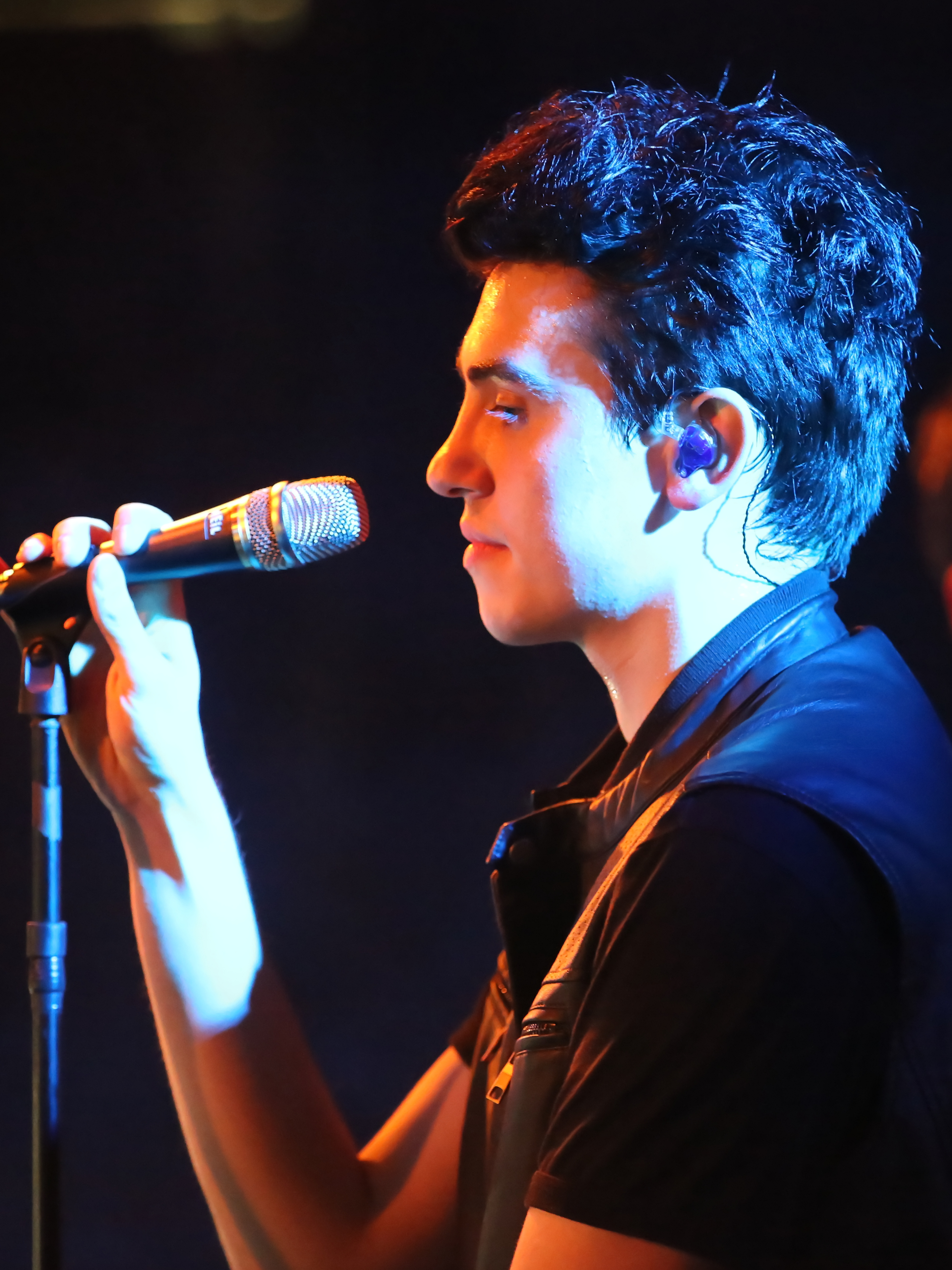
Bravi live in Roncade 2016

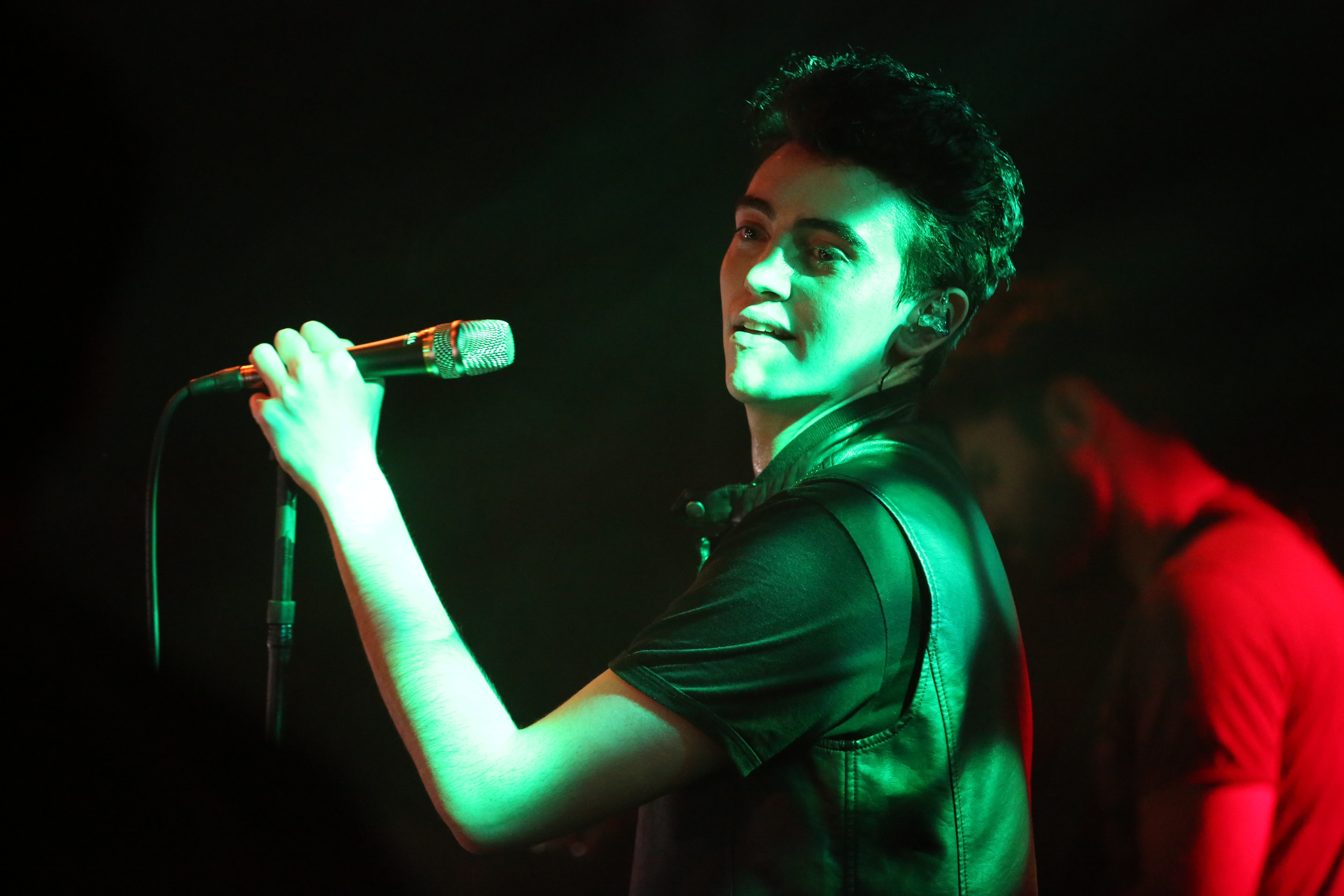
Bravi live 2016

Michele Bravi (* 19. Dezember 1994 in Città di Castello) ist ein italienischer Popsänger.

## Werdegang
Bravi sammelte erste musikalische Erfahrungen im Kinderchor seines Heimatortes. Während seines Besuchs des humanistischen Gymnasiums blieb die Musik ein bloßes Hobby. Später nahm er Gesangs- und Klavierkurse.
Im Jahr 2013, nach der Staatlichen Abschlussprüfung, nahm er an der Castingshow X Factor teil. Ihm gelang der Einzug ins Finale und schließlich am 13. Dezember der Sieg mit dem Lied La vita e la felicità, das von Tiziano Ferro und Zibba geschrieben wurde und anschließend auf Anhieb die Spitze der italienischen Charts erreichte. 2014 wurde die Single mit einer Goldenen Schallplatte ausgezeichnet. Nach dem X-Factor-Sieg veröffentlichte Bravi eine EP sowie im Juni 2014 das erste Album A passi piccoli, produziert von Michele Canova Iorfida. Das Album enthielt auch das Lied Sotto una buona stella, das Bravi für den Soundtrack des gleichnamigen Films von Carlo Verdone aufgenommen hatte.
Im Jahr 2015 eröffnete Bravi einen YouTube-Kanal und trat mittels regelmäßiger Videos in engeren Kontakt zu seinen Fans. Nach einem Wechsel von Sony Music zu Universal Music kündigte er für Anfang Oktober des Jahres sein zweites Album I Hate Music an. Im Gegensatz zum Vorgängeralbum stammen bis auf eine Ausnahme (das Troye-Sivan-Cover The Fault in Our Stars) alle enthaltenen Lieder von Bravi selbst und sind in englischer Sprache gehalten. Zum Lied The Days erschien im Vorfeld ein Musikvideo. Nach Erscheinen erreichte das Album sofort die Top drei der italienischen Charts. Ende Februar 2016 startete die zugehörige Tournee.
Am Sanremo-Festival 2017 nahm Bravi erstmals teil; mit dem Lied Il diario degli errori belegte er im Finale den vierten Platz. Es folgte das Album Anime di carta, mit dem Bravi erstmals die Chartspitze in Italien erreichte. Nach diesen Erfolgen wurde seine Karriere durch einen Verkehrsunfall mit Todesfolge und den folgenden Prozess jäh unterbrochen.
Im Jahr 2020 meldete Bravi sich mit dem Lied La vita breve dei coriandoli zurück. Anfang 2021 veröffentlichte er die Single Mantieni il bacio, die das dritte Album La geografia del buio einleitete. Bei seiner Teilnahme am Sanremo-Festival 2022 belegte er mit Inverno dei fiori den zehnten Platz.

## Diskografie

### Alben und EPs
| Jahr | Titel Musiklabel                                           | Höchstplatzierung, Gesamtwochen, AuszeichnungChartsChartplatzierungen (Jahr, Titel, Musiklabel, Platzierungen, Wochen, Auszeichnungen, Anmerkungen) | Anmerkungen                                               |
| Jahr | Titel Musiklabel                                           | IT | Anmerkungen                                               |
| ---- | ---------------------------------------------------------- | --- | --------------------------------------------------------- |
| 2013 | La vita e la felicità Sony Music                           | IT23 (8 Wo.)IT | Erstveröffentlichung: 13. Dezember 2013 EP                |
| 2014 | A passi piccoli Sony Music                                 | IT8 (9 Wo.)IT | Erstveröffentlichung: 10. Juni 2014                       |
| 2015 | I Hate Music Universal Music                               | IT3 (8 Wo.)IT | Erstveröffentlichung: 2. Oktober 2015                     |
| 2017 | Anime di carta Universal Music                             | IT1 Platin · (32 Wo.)IT | Erstveröffentlichung: 24. Februar 2017 Verkäufe: + 50.000 |
| 2021 | La geografia del buio Virgin Records / Universal Music     | IT1 Gold · (14 Wo.)IT | Erstveröffentlichung: 28. Januar 2021 Verkäufe: + 25.000  |
| 2024 | Tu cosa vedi quando chiudi gli occhi EMI / Universal Music | IT10 (1 Wo.)IT | Erstveröffentlichung: 11. April 2024                      |

### Singles
| Jahr | Titel Album                                        | Höchstplatzierung, Gesamtwochen, AuszeichnungChartsChartplatzierungen (Jahr, Titel, Album, Platzierungen, Wochen, Auszeichnungen, Anmerkungen) | Anmerkungen                                                                                |
| Jahr | Titel Album                                        | IT | Anmerkungen                                                                                |
| ---- | -------------------------------------------------- | --- | ------------------------------------------------------------------------------------------ |
| 2013 | La vita e la felicità                              | IT1 Gold · (11 Wo.)IT | Verkäufe: + 15.000                                                                         |
| 2013 | Mad World La vita e la felicità                    | IT44 (1 Wo.)IT | Coverversion                                                                               |
| 2013 | Carte da decifrare La vita e la felicità           | IT69 (1 Wo.)IT | Coverversion (Original von Ivano Fossati)                                                  |
| 2014 | Sotto una buona stella A passi piccoli             | IT37 (1 Wo.)IT | Erstveröffentlichung: 13. Februar 2014 aus dem Soundtrack von Sotto una buona stella       |
| 2014 | Un giorno in più A passi piccoli                   | IT45 (4 Wo.)IT | Erstveröffentlichung: 26. Mai 2014                                                         |
| 2017 | Il diario degli errori Anime di carta              | IT4 ×2Doppelplatin · (17 Wo.)IT | Beitrag zum Sanremo-Festival 2017 Verkäufe: + 100.000                                      |
| 2017 | Tanto per cominciare Anime di carta – Nuove pagine | IT88 (1 Wo.)IT | Erstveröffentlichung: 27. Oktober 2017                                                     |
| 2020 | La vita breve dei coriandoli La geografia del buio | IT39 (3 Wo.)IT | Erstveröffentlichung: 14. Mai 2020                                                         |
| 2021 | Mantieni il bacio La geografia del buio            | IT18 Gold · (13 Wo.)IT | Erstveröffentlichung: 21. Januar 2021 Verkäufe: + 35.000                                   |
| 2022 | Inverno dei fiori –                                | IT14 Gold · (7 Wo.)IT | Erstveröffentlichung: 2. Februar 2022 Verkäufe: + 50.000 Beitrag zum Sanremo-Festival 2022 |
| 2025 | Popolare –                                         | IT83 (2 Wo.)IT | Erstveröffentlichung: 23. Mai 2025 mit Mida                                                |

Weitere Singles
- 2014: In bilico
- 2015: The Days
- 2015: Sweet Suicide
- 2017: Diamanti
- 2017: Solo per un po’ – Gold (25.000+)[4]
- 2021: Falene (feat. Sophie and the Giants) – Gold (50.000+)[4]

### Gastbeiträge
| Jahr | Titel Album              | Höchstplatzierung, Gesamtwochen, AuszeichnungChartsChartplatzierungen (Jahr, Titel, Album, Platzierungen, Wochen, Auszeichnungen, Anmerkungen) | Anmerkungen                                                                                   |
| Jahr | Titel Album              | IT | Anmerkungen                                                                                   |
| ---- | ------------------------ | --- | --------------------------------------------------------------------------------------------- |
| 2018 | Nero bali This Is Elodie | IT10 ×2Doppelplatin · (24 Wo.)IT | Erstveröffentlichung: 18. Mai 2018 Elodie feat. Michele Bravi Gué Pequeno Verkäufe: + 100.000 |